# Krausella
Krausella is een geslacht van uitgestorven kreeftachtigen uit de klasse van de Ostracoda (mosselkreeftjes).

## Soorten
- Krausella acuta (Teichert, 1937) Copeland, 1974 †
- Krausella anticostiensis (Jones, 1890) Ulrich, 1894 †
- Krausella arcuata Ulrich, 1894 †
- Krausella blumenstengeli Zagora, 1967 †
- Krausella brevicornis (Keenan, 1951) Kraft, 1962 †
- Krausella calvini (Kay, 1940) Copeland, 1965 †
- Krausella curtispina Kay, 1940 †
- Krausella dubitata Jones, 1968 †
- Krausella inaequalis Ulrich, 1894 †
- Krausella minuta (Harris, 1957) Copeland, 1974 †
- Krausella moetzelbachi Blumenstengel, 1962 †
- Krausella ovata Loranger, 1963 †
- Krausella rawsoni Roy, 1941 †
- Krausella shianensis Reed, 1912 †
- Krausella spinosa (Harris, 1957) Copeland, 1965 †
- Krausella tonghaikouensis Jiang, 1978 †
- Krausella variata Kraft, 1962 †
- Krausella zhongguoensis Jiang, 1978 †